# Stadio José Américo de Almeida Filho
Lo stadio José Américo de Almeida Filho, conosciuto più semplicemente come Almeidão è un impianto sportivo brasiliano situato a João Pessoa nello stato del Paraíba.